# Арруабаррена, Родольфо
Родо́льфо Марти́н Арруабарре́на (исп. Rodolfo Martín Arruabarrena; 20 июля 1975, Маркос-Пас, Буэнос-Айрес, Аргентина) — аргентинский футболист и футбольный тренер. Выступал на позиции левого защитника.

## Карьера

### Игровая

#### Клубная
Родольфо Арруабаррена начинал играть в молодёжной команде «Боки Хуниорс». В 1993 году он дебютировал в основном составе. С 1993 по 2000 год Родольфо выступал за «Боку» (кроме Апертуры 1996, когда он был арендован клубом «Росарио Сентраль» на полгода). В составе команды Арруаберрена провёл 178 матчей, в которых забил 11 мячей.

#### В сборной
Арруабаррена провёл 6 матчей за национальную сборную Аргентины. Он впервые сыграл в 1994 году против сборной Чили. В 1994—1995 годах он сыграл за сборную 4 раза. 23 февраля 2000 года Родольфо провёл матч против команды Англии. Также он провёл 1 матч в сентябре 2006 года против сборной Франции. 18 апреля 2007 года Арруабаррена вновь получил вызов в сборную на матч с Чили, но остался на скамейке запасных.

## Достижения
«Бока Хуниорс»
- Чемпион Аргентины (2): 1998 (Ап), 1999 (Кл)
- Обладатель Кубка Либертадорес: 2000
- Победитель Золотого Кубка: 1993

«Вильярреал»
- Победитель Кубка Интертото: 2003, 2004
- Бронзовый призёр чемпионата Испании: 2005

АЕК
- Серебряный призёр чемпионата Греции: 2007/08

«Тигре»
- Серебряный призёр чемпионата Аргентины: 2008 (Ап)

«Универсидад Католика»
- Чемпион Чили: 2010